# Por tapatías
Dans le monde de la tauromachie, por tapatías ou tapatías est une passe de cape inventée par torero mexicain Pepe Ortiz, qui  a inventé un nombre impressionnant de passes, pratiquement toutes attribuées à d'autres matadors plus célèbres que lui. On lui doit notamment l’invention de la manoletina attribuée à Manolete, et de l’orticina, (une sorte de chicuelina) qui s’exécute en marchant.

## Description
Le torero exécute la tapatía en pivotant en sens inverse du taureau et en ramenant la cape à deux mains derrière son dos.
La passe, qui est une variante de la gaonera, est assez difficile à exécuter en beauté : le matador doit conserver une verticalité parfaite tout en déplaçant les bras dans son dos, et en donnant la sortie à l'animal en sens contraire de la charge.
Pour d'autres critiques taurins, c'est un mélange de gaonera et de chicuelina dans laquelle le matador effectue une volte complète. Une autre variante de cette passe est appelée de frente por detras. Elle est exécutée par le matador en tournant sur lui-même, laissant le taureau partir avant de lui faire face de nouveau.
José Ortiz, qui n'a pas laissé en Espagne le souvenir d'un grand torero, y a laissé au moins celui d'un grand capeador.